# میخانه

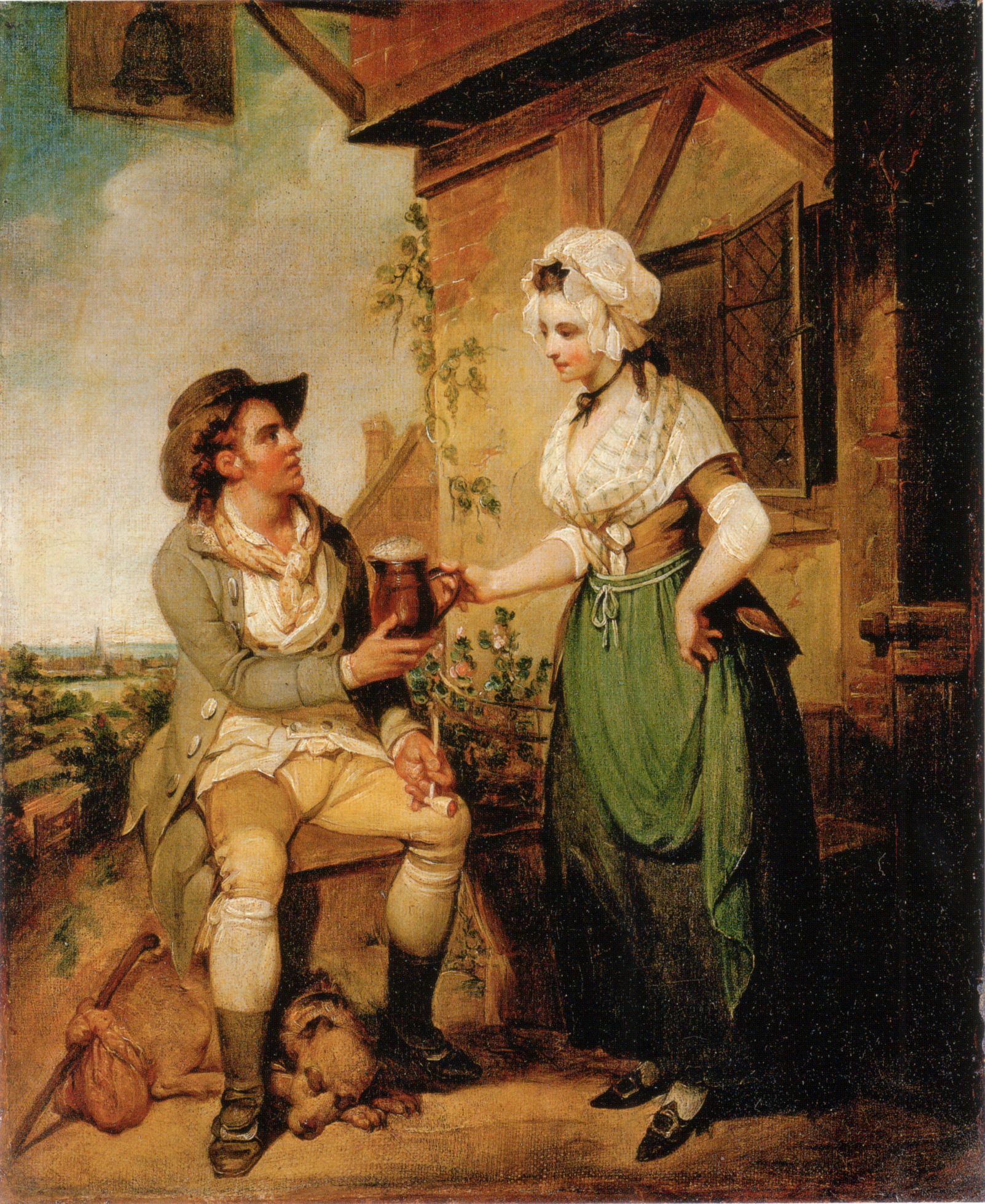
در میخانه (نقاشی حوالی ۱۷۹۰ میلادی، اثر هنری سینگلتون)

مِیخانه (به انگلیسی: Public house، Pub کوتاه‌شده) کسب‌وکاری است که نوشیدنی‌های الکلی مانند آبجو (beer)، سیباب (cider) و ایل (ale) و همچنین معمولا نوشیدنی‌های غیر الکلی مانند لیموناد، کولا، چای و قهوه را برای مصرف در محدوده میخانه سرو می‌کنند. میخانه‌ها برای تهیه و فروش الکل نیاز به مجوز دارند. آنها مشمول قوانین صدور مجوز در کشور خود هستند و اگر به درستی هدایت نشوند ممکن است بسته شوند. در بسیاری از میخانه‌ها خوراک‌هایی مانند ماهی و چیپس و پای گوشت نیز به فروخته می‌شود.
امروزه میخانه‌ها علاوه بر این که خدماتی که در یک بار ارائه می‌شود، غذا و نوشیدنی‌های دیگر نیز ارائه می‌کنند. برخی میخانه‌ها زیر نظر یک آبجوسازی به خصوص هستند و تنها آبجوهای همان آبجوسازی را ارائه می‌کنند و برخی دیگر به صورت آزاد کار می‌کنند. میخانه‌ها نسبت به میکده‌ها بیشتر حالت تجاری دارند و ادارهٔ آنها نیازمند استخدام کارمند، سفارش مواد اولیه، کنترل موجودی، دفترداری و فنون فروش و موارد مشابه است. بیشتر میخانه‌ها از ساعت ۱۰:۳۰ صبح تا ۱۱ شب باز هستند و با داشتن مجوز ممکن است این مدت بیشتر نیز باشد. غذاهای ارائه‌شده در یک میخانه ممکن است غذاهای سبک یا در حد یک رستوران باشد.
در کنار فراهم‌آوردن نوشیدنی‌های الکلی، میخانه‌ها معمولاً نقش سرگرمی را برای مشتریانشان بازی می‌کنند. در انگلستان میخانه‌ها بیشتر مکانی محلی بوده‌اند و مثلاً در شهرهای کوچک، حومه‌ها، یا بخشی از یک مرکز تجاری دیده می‌شوند.